# Atena Giustiniani
L'Atena-Minerva Giustiniani è una copia romana di epoca antonina di un originale greco raffigurante Pallade Atena eseguito tra la fine del V e l'inizio del IV secolo a.C.

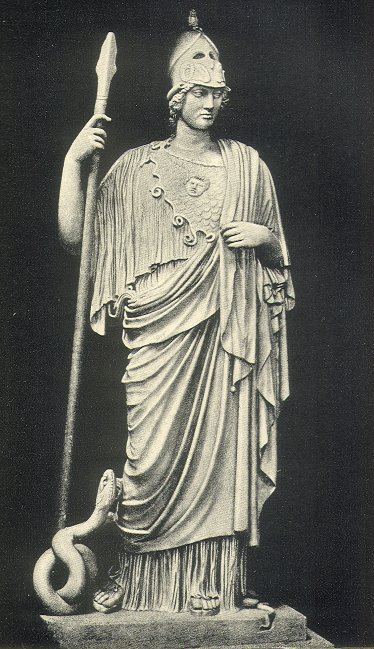
Atena Giustiniani, Musei Vaticani.

Il serpente accanto al piede destro ricorda il mito arcaico di Erittonio. Gli avambracci sono restaurati, così come lo sono la lancia e la sfinge presente sull'elmo corinzio della dea.

## Scoperta e storia
La scultura si dice essere stata trovata, nei primi anni del XVII secolo, tra le rovine del ninfeo detto «tempio di Minerva Medica», sul colle Esquilino, che proprio da questa statua avrebbe preso la propria denominazione; secondo un'altra ipotesi, sostenuta da Pietro Santi Bartoli, il sito del rinvenimento della statua fu l'Orto di Minerva, adiacente alla chiesa di Santa Maria sopra Minerva, che fu costruito su un tempio di Minerva per volere di Pompeo Magno nel 62 a.C.
Sulla base delle caratteristiche stilistiche, nel XIX secolo si è pensato fosse la copia di un'opera di Fidia; per tale ragione fu inclusa tra i grandi calchi della scultura europea appartenenti al padiglione tedesco dell'Esposizione internazionale della Luisiana, a Saint Louis nel 1904.
La statua prese il nome attuale dopo essere appartenuta alla collezione di Vincenzo Giustiniani, che all'inizio del XVII secolo costruì il palazzo romano omonimo e fece pubblicare una raccolta di incisioni, con tutte le opere d'arte di sua proprietà. Nel periodo in cui fece parte della collezione, la scultura non fu mai copiata. Solo Johann Joachim Winckelmann fa riferimento allo stile classico e severo che la caratterizza, ma non ne parla mai in modo esplicito. Altre notizie relative all'opera si hanno verso la fine del secolo, quando diventa oggetto di ammirazione soprattutto tra i visitatori inglesi a Roma, che prendono l'abitudine di farsi raffigurare con l'immagine a mezzo busto dell'Atena Giustiniani nei ritratti di Pompeo Batoni.
Il francese Claude Michel (Clodion), allievo presso l'Académie de France à Rome nel 1762-1771, eseguì una scultura in terracotta raffigurante Minerva; la statua del Clodion, refuso delle tante antichità romane approvate dall'accademia, si ispirava principalmente alla Minerva Giustiniani.
La statua, diversamente dal resto della collezione, non fu requisita durante l'occupazione napoleonica di Roma del 1805. Nel 1815 tutto ciò che restava della collezione Giustiniani fu acquistato da Federico Guglielmo III di Prussia, costituendo gran parte della collezione del Castello di Berlino; solo la Minerva rimase a Roma, poiché fu acquistata nel 1805 da Luciano Bonaparte, il quale la collocò nella sua residenza di Palazzo Núñez-Torlonia. Nel 1817 quest'ultimo vendette la scultura a papa Pio VII e nel 1822, quando fu aperto il Braccio Nuovo, nei Musei Vaticani, l'opera fu collocata nella posizione in cui si trova attualmente.